# Orthothyreus apicalis
Orthothyreus apicalis är en insektsart som först beskrevs av Schmidt 1905.  Orthothyreus apicalis ingår i släktet Orthothyreus och familjen Nogodinidae. Inga underarter finns listade i Catalogue of Life.